# Lester Lanin
Lester Lanin, alla nascita Nathaniel Lester Lanin (Filadelfia, 26 agosto 1907 – Manhattan, 27 ottobre 2004), è stato un direttore d'orchestra nonché bandleader di musica jazz e pop statunitense.
Era famoso per i lunghi medleys arrangiati senza pause, ad un ritmo e tempo costante, che erano progettati per la danza continua. La carriera di Lanin iniziò alla fine degli anni '20 e la sua popolarità aumentò con l'avvento dell'era degli LP. A partire dalla Epic Records a metà degli anni '50, ha registrato una serie di album per diverse etichette, molte delle quali hanno raggiunto la US Bilboard 200.

## Biografia
Anche i fratelli di Lanin, Sam e Howard, erano due bandleader; provenivano da una famiglia di dieci figli (di cui Lester era il più giovane), nati da una famiglia di immigrati ebrei russi. Iniziò a frequentare la High School di Filadelfia del sud ma smise all'età di 15 anni per suonare con i suoi fratelli, abbandonando i suoi progetti di diventare avvocato. A partire dal 1927 ha diretto gruppi che venivano pagati per suonare nelle case dei benestanti di Filadelfia e New York, continuando dopo il crollo del mercato azionario del 1929.
Nel 1930, Lanin fu ingaggiato per suonare a un gala per Barbara Hutton e l'evento raccolse così tanta stampa tra i quotidiani di New York, che fece di Lanin una stella come la giovane ereditiera. Lanin diventò una grande star nel mondo della musica da ballo e veniva ingaggiato in tutto il mondo per suonare a dignitari e monarchi, oltre ad un invito a suonare ai balli inaugurali della Casa Bianca, a partire dall'amministrazione di Eisenhower fino all'amministrazione di Carter. Negli anni '30 le sue esecuzioni orchestrali presso lo Starlight Roof del Waldorf-Astoria Hotel includevano John Serry Sr. come sideman. Lanin fu gestito per gran parte della sua carriera dal promotore musicale della New York mondana, Al Madison.
Secondo Lanin, una delle sue performance più memorabili fu suonare ad una festa per il musicista rock avant-garde Frank Zappa. Questo fu riportato dalla rivista Billboard nel 1974. All'epoca il signor Zappa era a New York City per suonare due concerti di Halloween al Felt Forum (ora noto come The Theater at Madison Square Garden).
Lanin suonò anche per altre celebrità, tra l'altro ad un matrimonio per Billy Joel. Lanin continuò a lavorare bene negli anni '90. Nel 1999 si esibì nella commedia cinematografica in bianco e nero Man of the Century, dove era il musicista preferito del personaggio principale Johnny Twennies.
Lester Lanin morì all'età di 97 anni nel 2004.

## Discografia scelta
- Dance to the Music of Lester Lanin (1957) US #7
- Lester Lanin and His Orchestra (1958) US #18
- Cocktail Dancing
- Have Band, Will Travel (1958) US #12
- Lester Lanin at the Tiffany Ball (1958) US #17
- Lester Lanin Goes to College (1958) US #19
- Dancing on the Continent
- Christmas Dance Party
- High Society Volume II (1961)
- The Madison Avenue Beat
- Twistin' in High Society! (1962) US #37
- More Twistin' in High Society
- Dancing Theatre Party (Featuring the Dancing Pianos)
- For Dancing Lester Lanin Play 23 Richard Rodgers Hits (1964)
- 40 Beatles Hits (1966)
- Narrowing the Generation Gap (1969)